# Maxillaria formosa
Maxillaria formosa är en orkidéart som beskrevs av Germán Carnevali och Gustavo Adolfo Romero. Maxillaria formosa ingår i släktet Maxillaria och familjen orkidéer. Inga underarter finns listade i Catalogue of Life.